# Engelsgrube 28

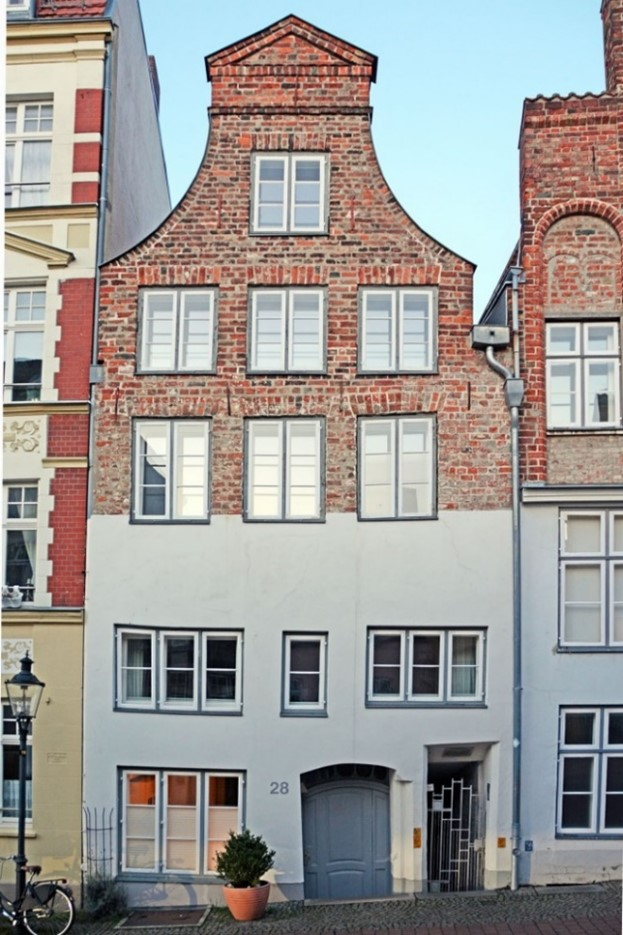
Die Engelsgrube 28 im Jahr 2019

In der Lübecker Engelsgrube 28, einem typischen Dielenhaus, sind Eigentümer und Bewohner teilweise seit dem Jahr 1299 dokumentiert. Ein Blick in die Lage und Geschichte des unter Denkmalschutz stehenden historischen Gebäudes in der Innenstadt.

## Die Lage in der Innenstadt
Das Haus Engelsgrube 28 befindet sich im nordwestlichen Teil der Lübecker Altstadt an der Nordseite der Engelsgrube, die vom Stadthügel in die ehemals sumpfige Niederung zum Traveufer hin abfällt. Diese war im Laufe des 13. Jahrhunderts besiedelt worden. Das Gebäude ist Teil des Seefahrer- bzw. Maria-Magdalenen-Quartiers. 1709 wurden in der Engelsgrube 58 Häuser, 13 Buden und sieben Gänge, 1885 67 Häuser und 10 Gänge mit 127 Bunden sowie 1.238 Bewohner gezählt. Der Ursprung der Quartiereinteilung lässt sich nicht präzise bestimmen: Vermutlich wurde das Stadtgebiet – die heutige Innenstadt – im 14. Jahrhundert aus verwaltungstechnischen Gründen in vier Bezirke eingeteilt, die jeweils nach dem Schutzpatron einer im Quartier liegenden Kirche benannt wurden. Das nach der Schutzheiligen des Burgklosters benannte Marien-Magdalenen Quartier im Nordwesten der Stadtinsel (auf historischen Straßenschildern, die noch heute in etlichen Straßen zu finden sind, liest man nach dem Straßennamen „MMQ“ oder „M. Mgd. Qu.“) ist durch die Mengstraße, die Breite Straße, die Kleine Burgstraße, die Kleine Altefähre sowie durch die heutige Straße An der Untertrave begrenzt. Es handelte sich damals um ein Seefahrer- und Reisendenviertel, geprägt durch Gasthäuser, Hotels und Unterkünfte.
Die Nummer des Hauses Nr. 28, das bis 1796 wie alle Häuser einen Eigennamen trug, wandelte sich mehrfach:
- 1796 nach Kemper: 469
- 1812 nach Kemper: 11
- 1820 nach Kemper: 545
- heute: 28

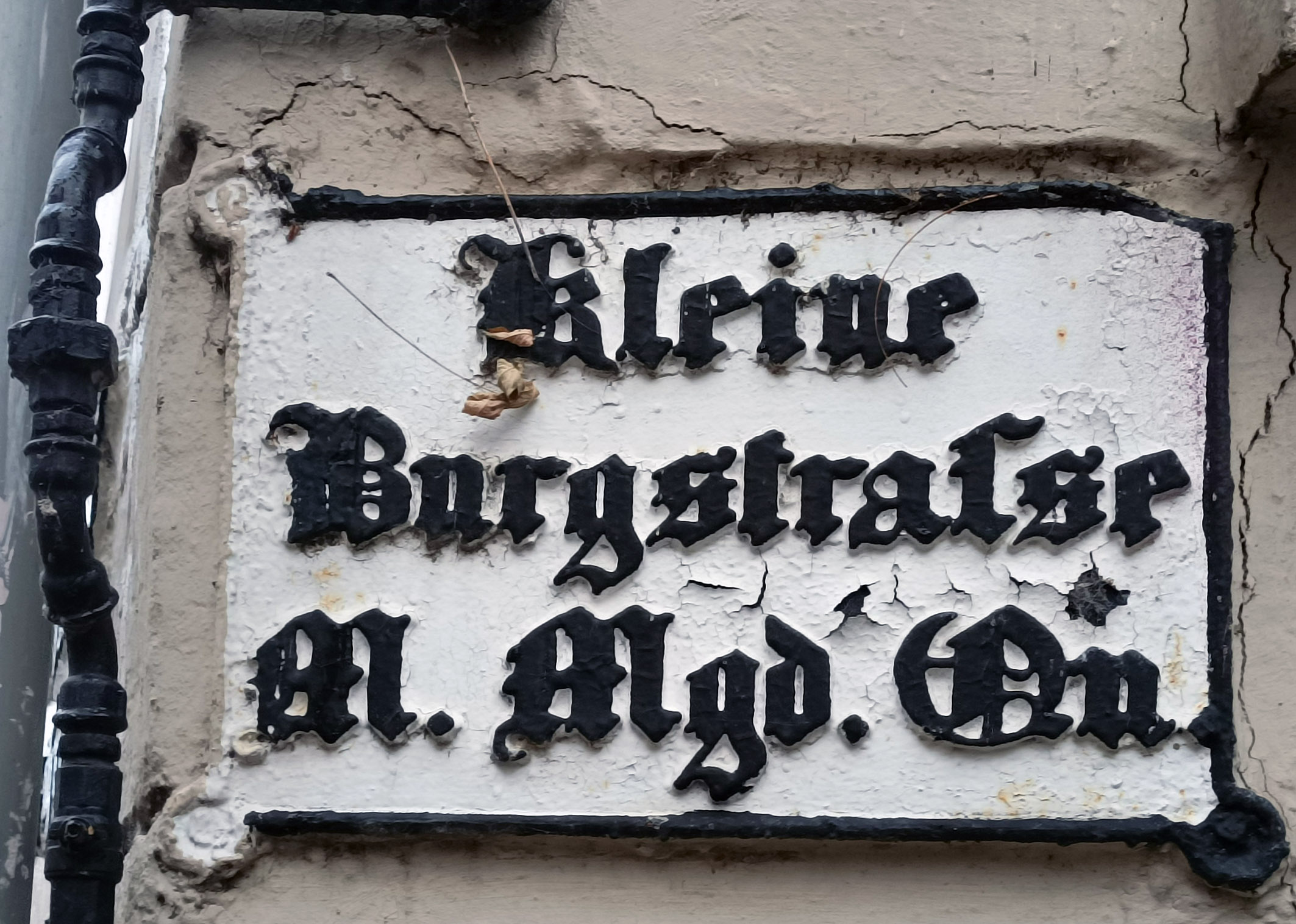

Da der Seeverkehr mit England damals erfolgreich verlief, wurde die Engelsgrube als Straße angelegt, die zur Trave führte, und der Hafen für die Handelsschiffe entsprechend vergrößert. Erstmals wird die heutige Engelsgrube 1259 mit den lateinischen Bezeichnungen „Fossa Angelica“ und „Platea Anglica“ in Urkunden erwähnt:
- 1259: platea anglica / fossa angelica
- 1361: Fossa Anglicorum
- 1369: Engelsche Grove
- 1388: der obere Teil heißt jetzt noch im Volksmund der „Amberg“
- 1419: fossa anglicana
- 1601: Engelische Grouwe
- 1852: Engelsgrube

Bei der amtlichen Festlegung des bis heute gültigen hochdeutschen Namens „Engelsgrube“ kam es, wie beim Engelswisch, 1852 zu einer fälschlichen Übersetzung von „Englisch“ zu „Engel“.
Im Seefahrerviertel, in der sich auch die Engelsgrube mit kleinen, engen Gängen befindet, lebten früher vor allem Seeleute, Werftarbeiter, Salzpacker, Fuhrleute, Kisten- und Balkenträger oder Weinschröter. Viele unter ihnen, die in der Straße siedelten, konnten ihren harten Beruf nicht mehr ausüben und wollten unter sich bleiben, ein gutes Nachbarschaftsverhältnis pflegen, Erfahrungen und Informationen austauschen und sich gegenseitig helfen. Etliche Häuser, unter ihnen die Engels-, Becker- und Fischergrube, hatten im Mittelalter Braugerechtigkeit: In der Engelsgrube waren dies die Gebäude 42 und 47 (bis 1815), 49 (bis 1846), 51 (bis 1831), 53, 58 und 60 (bis 1809), 62, 64, 66 und 68 (bis 1856) sowie 70.

## Die Straßenhöherlegung

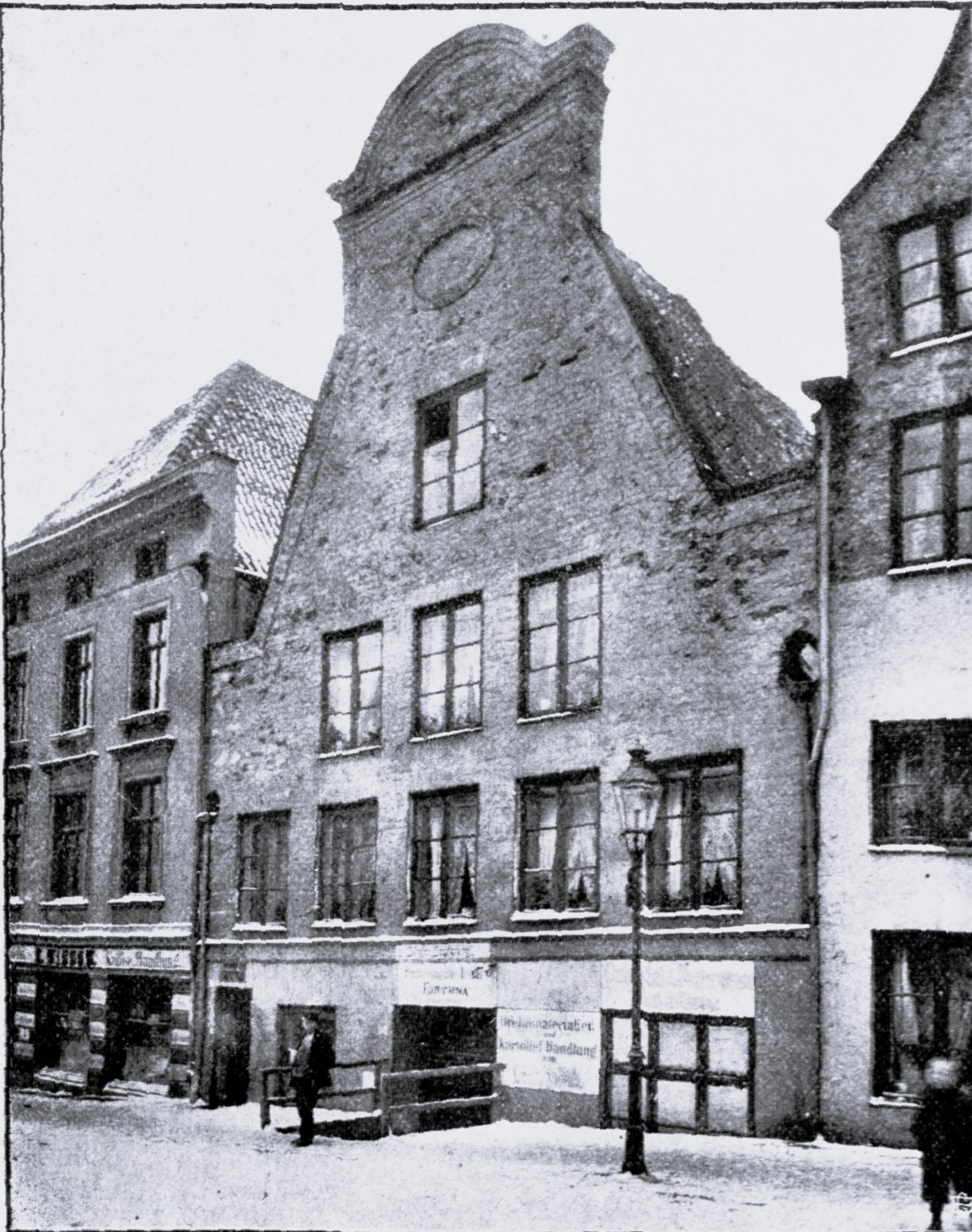
Beispiel eines gestauchten Hauses durch Höherlegung der Straße

Die drei steinernen Schwibbögen auf Höhe der Schiffergesellschaft stützten und stützen die Dachgeschosse der Häuser in der Engelsgrube, die aufgrund des Stadtreglements nur in Steinbauweise erstellt werden durften. Grund waren die Stadtbrände von 1251 und 1276 mit massiven Auswirkungen auf die damaligen Fachwerkbauten. Die tieferliegenden, „gestauchten“ Hauseingänge zeigen auf, dass die Engelgrube früher niedriger angelegt war. 1907 wurde die Straße um bis zu einem halben Meter höher gelegt: Durch diese Maßnahme der Neubepflasterung, für die die Kosten auf die Hausbesitzer umgelegt wurden, erhielt die Engelsgrube aufgrund der besseren Befahrbarkeit eine Wertsteigerung. Es zeigte sich jedoch schnell, dass die Höherlegung auch massive Probleme mit sich brachte, die bis heute anhalten – die Feuchtigkeit. In den Verhandlungen der Lübecker Bürgerschaft am 23. Mai 1910 wurde darauf hingewiesen, dass für die Engelsgrube zwei Kommissionen eingesetzt worden seien, einmal zur Prüfung der Entschädigungsansprüche der Hausbesitzer und andererseits zur Prüfung der Frage, ob der Staat eine Entschädigung zu zahlen habe: Die Hausbesitzer hätten zusätzlich zu den Schädigungen, die ihnen durch die Baumaßnahme zugefügt worden seien, darüber hinaus auch noch die Straßenbauabgabe zu entrichten. Das Erdreich sei von der Baubehörde direkt an die Häuser geschüttet worden. Hätte man jedoch an den Gebäuden einen Zwischenraum belassen, wäre die Feuchtigkeit nicht durch die Wände gedrungen. Die Höherlegung sei erfolgt, ohne die Mauern zu isolieren – das sei ein gröbliches Versehen. Wenn es dazu gekommen sei, dass das Wasser in die Häuser laufe, müsse man dafür sorgen, dass Regenkästen angelegt werden, damit das Wasser wieder ablaufen könne.

## Der Krusenhof

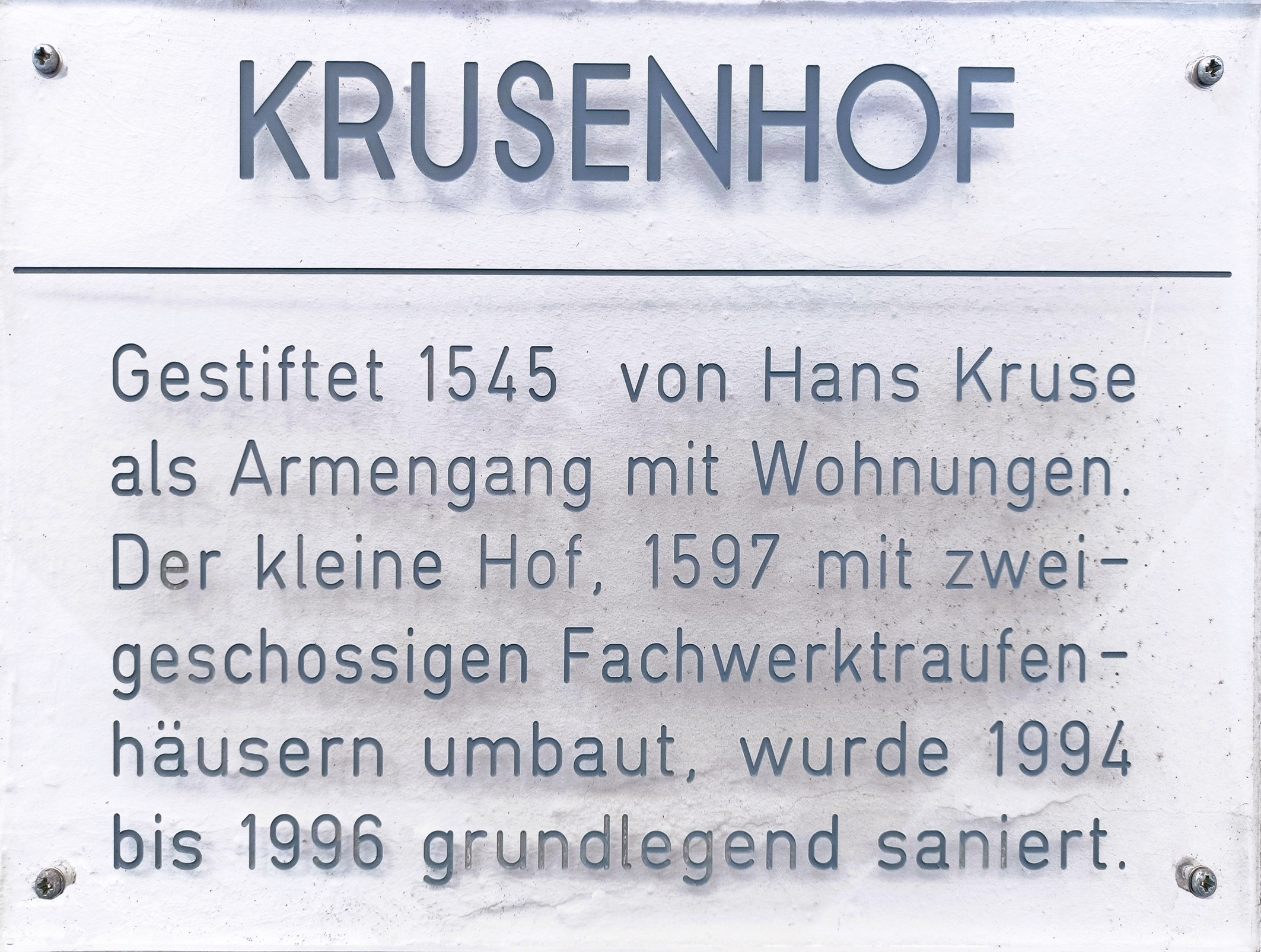
Platte am Eingang zum Stiftungshof Krusenhof mit Angaben zur Historie

Im Mittelalter wurde das alltägliche Leben durch den Glauben geprägt. Vermögende Bürger, Ratsherren und Kaufleute sowie geistlicher Adel gründeten Stiftungen. Sie spendeten für arme und alte Menschen, damit ihre Seelen durch deren Gebete ihren Frieden finden mögen. 1540 als „Albert-Klever-Gang“ erstmals erwähnt, wurde er 1545 durch den Hans Kruse als Armengang mit Wohnungen gestiftet. Der Armengang „Krusenhof“, dessen schmaler Durchgang direkt durch das Haus Nr. 28 und später nur durch eine Bretterwand von der großen Diele im Erdgeschoss getrennt verlief, muss wohl sehr eng gewesen sein: Zur Verbreiterung des Zugangs zum Krusenhof wurden für eine Gegenleistung von 300 Mark zwei Quadratmeter aus dem Grundstück Engelsgrube 28 erworben. In seinem Testament verfügte Hans Kruse, eine Stiftung einzurichten, um zwölf Armen, die ein ehrliches Leben führen, Unterkunft zu geben. Es wurden bis 1597 dafür neue Buden unter einem Dach errichtet.
Die Bewohner, ausschließlich Frauen, erhielten alle vier Wochen und zu den Festtagen Beträge zwischen 0,60 Mark und 1,20 Mark. Im August bekam jede Frau ein Kohlengeld von 1,80 Mark und im November 7,20 Mark für Lebensmittel. Außerdem erhielt jede Bewohnerin „für jede 2 Meter Raummeter kleingemachtes Buchenholz sowie anstatt eines dritten Meters je 9 Mark ausgezahlt. Die Meisterin, die die Aufsicht in dem Stift führte, erhielt zu den regelmäßigen Geldleistungen 0,60 Mark zusätzlich, außerdem einen Raummeter Holz mehr und ein Lesegeld von jährlich 4,60 Mark. Bei der Aufnahmen war für das Begräbnis ein Betrag von 60 Markt zu hinterlegen sowie die Meisterin und dem Monitor je 3,60 Mark zu zahlen. Die von den Frauen eingebrachten Sachen verfielen an die Stiftung“, so das Lübecker Sozialamt.
Im 18. Jahrhundert wurde der Krusenhof mit zwei weiteren Stiftungen zusammengeschlossen. 1941 wurde aus dieser und weiteren ähnlichen Privatstiftungen die von der Hansestadt Lübeck verwalteten Sammelstiftung Lübecker Wohnstifte gegründet.

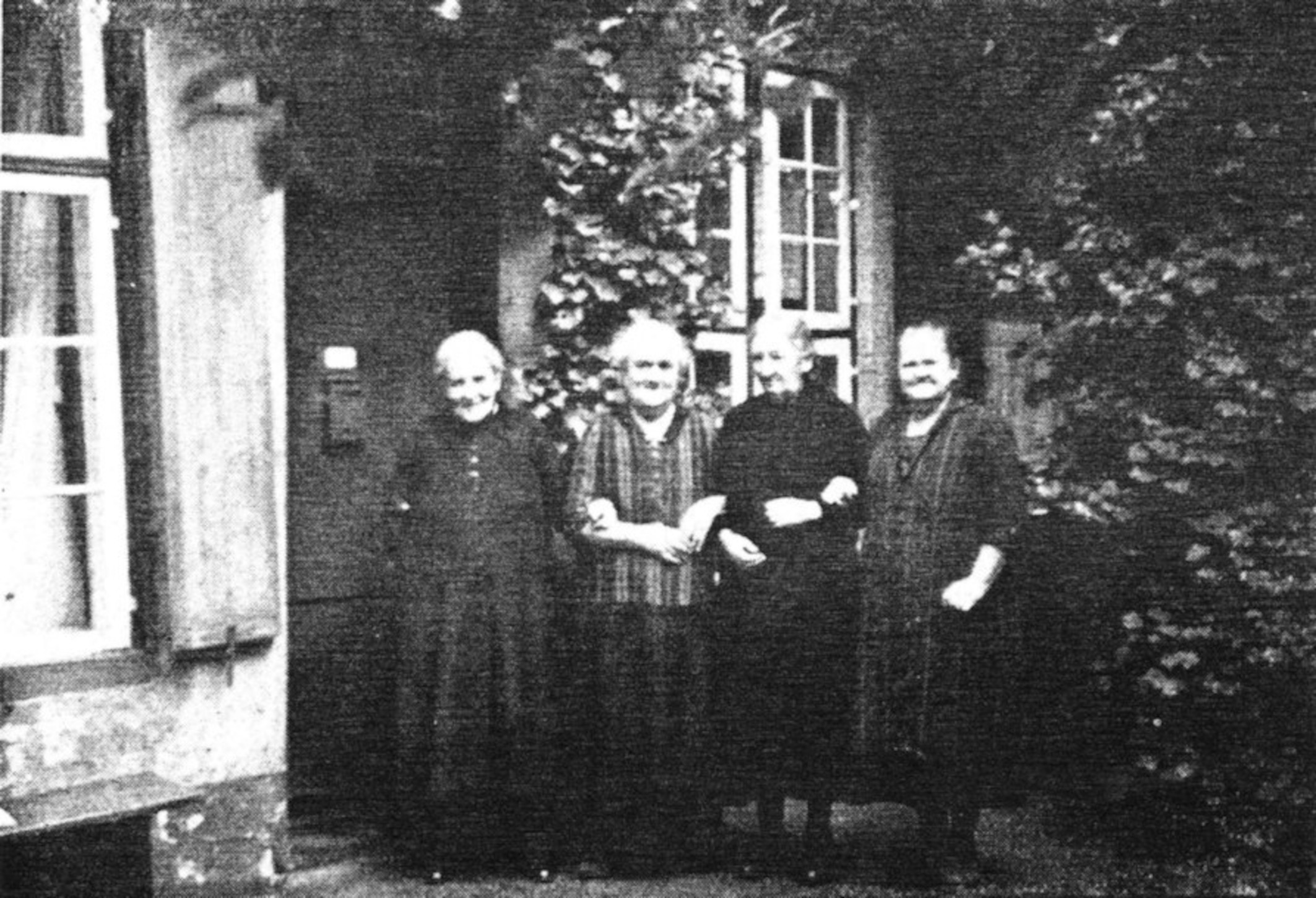

Bis 1969 verbrachten in den zunehmend verfallenden Fachwerkhäusern Witwen ihren Lebensabend. Danach wurden die Frauen ausgesiedelt. Die Unterkünfte entsprachen nicht mehr den Anforderungen, eine Sanierung der baufälligen Gebäude wurde ausgeschlossen. Die 1969 von der Bauverwaltung / Planungsamt vorgeschlagene Idee, hinter dem Grundstück Engelsgrube 26 ein Parkhaus zu errichten, wurde nicht realisiert. Der Senat stimmte am 4.2.1970 dem Verkauf des Krusenhofes an die Firma STOREbest-Ladeneinrichtungen GmbH zu. Das 1971 verabschiedete Städtebauförderungsgesetz verpflichtete Bund und  Länder, sich mit jeweils einem Drittel an den Altbau-Sanierungskosten zu beteiligen. In den Jahren 1971 bis 1973 wurden die Gebäude in einer ersten Sanierung grundlegend wiederhergestellt, die zweite Sanierung wurde 1994 realisiert. Im Nachrichtenmagazin „Der Spiegel“ wurde im Artikel vom 16.6.1974: „Eine Zukunft für die Vergangenheit“ im Rahmen der Erhaltung oder Erneuerung der Wohnanlage Krusenhof und seiner künftigen Nutzung die Frage diskutiert, ob es darum gehe, Touristen das Ambiente einer zeitlich befristeten Urlaubsromantik zu geben und entsprechend „photogene Kulissen“ zu renovieren. Es könne nicht Ziel einer aufwendigen Rettungsaktion sein, Altstädte wie Lübeck zu „mumifizieren“ und kommenden Generationen „ein Museum zu hinterlassen“.

## Die Geschichte des Hauses
Bei dem Gebäude Engelsgrube 28 handelt es sich um ein typisches Lübecker Dielenhaus, giebelständig und besteht aus einem Vorderhaus, einem Seitenflügel und einem Querhaus. In der Denkmalliste der Hansestadt Lübeck  ist es aufgeführt als „Bürgerhaus mit geschweiftem Giebel aus dem späten 18. Jahrhundert“, „Kulturlandschaft prägend, geschichtlich, städtebaulich, wissenschaftlich“ und ist seit 1979 ein Denkmal. In dessen Mauern und Zimmern haben sich über die Jahrhunderte vor allem Handwerker, Musiker oder Witwen die Klinke in die Hand gegeben. Das Haus ist im damaligen Seefahrerviertel erbaut worden, zeitweise wurde auch der Keller bewohnt.
Das Haus geht auf das 14. Jahrhundert zurück und wurde ab 1568 in Verbindung mit der Anlegung des dahinter liegenden Krusenhofes umgebaut. Im 18. und 19. Jahrhundert wurde es mit Mietwohnungen ausgestattet und der Dreieckgiebel bis auf die Dachbalkenlage durch einen Schweifgiebel ersetzt, der 1950 wegen eines Überhangs neu aufgemauert wurde. Das Haus hat ein hohes Dielengeschoss mit einem Mittelportal. Der Durchgang zum Krusenhof erfolgte durch eine Bretterwand, die an der rechten Seite durch das Haus führte. Ins Haus gelangt man durch eine spätbarocke Haustür mit einem Oberlicht. Die Rückfassade ist verputzt. Ein zweigeschossiger Flügel schließt an die Budenreihe des Krusenhofes an. Im bis 1832 bewohnten Wohnkeller gab es eine Herdstelle aus dem späten 18. Jahrhundert. Die Diele weist einen verglasten Kücheneinbau um die ehemalige Herdstelle hinter der Dornse auf. Auf die Galerie führt eine Treppe mit klassizistischem Stabwerkgeländer.
Das Haus wurde zeitweise als Geldanlage gehandelt, renoviert und mit Bemalungen ergänzt. In den 1970er Jahren war es dann – meist ohne relevante Investitionen – abgewohnt und in zig kleine Wohneinheiten zergliedert. Es wurde nach Angaben von Matthias Rasch, Leiter der Sanierungsträger-Abteilung der Trave mbH in der „Lübecker Altstadtzeitung“ vom Dezember 2004, unzumutbar, in den sechs bis sieben Kleinstwohnungen zu leben. Die existentielle Entscheidung stand an: Abriss oder Aufarbeitung. Diesem schlechten Zustand ist zu verdanken, dass eine komplette Dokumentation erstellt wurde: Danach steht das Haus Engelsgrube 28 im nordwestlichen Teil der Lübecker Altstadt an der Nordseite der Engelsgrube, die vom Stadthügel in die ehemals sumpfige Niederung zum Traveufer hin abfällt. Diese war im Laufe des 13. Jahrhunderts besiedelt worden. In einem Baualtersplan haben die Trave mbH und die Denkmalpflege der Hansestadt die baulichen Veränderungen ab dem 13. Jahrhundert wissenschaftlich dokumentiert und farblich markiert.
14. Jahrhundert
Um 1340/1350 hatte der Ratsherr Hermann Warendorp die Engelsgrube 28 zusammen mit dem Nachbarhaus 24 als Dielenhaus mit einer gemeinsamen Brandmauer neu erbauen lassen. Wie Vorder- und Rückgiebel ausgesehen haben, ist nicht bekannt, vielleicht eine Konstruktion aus Holz oder Fachwerk; lediglich im Keller sind wenige Reste erhalten. An der Rückseite des Hauses war ein kleiner Seitenflügel angefügt. Aus dem über vier Meter hohen Dielengeschoss wurde ein mit einem Ofen beheizbares Zimmer abgeteilt. Hinter diesem lag an der Westseite des Hauses eine große, offene Herdstelle. Am Rückgebäude konnte man über eine Tür in den Seitenflügel gelangen. Das Obergeschoss war knapp drei Meter hoch – eventuell bedingt durch die Höhe der Brandmauer des Hauses 24. Warendorp nutzte die beiden Häuser nicht selbst, sie dienten vielmehr als Geldanlage. Dies galt auch für etliche Nachfolger, vermutlich bis weit in das 16. Jahrhundert. Wer das Haus bewohnt hatte, ist nicht bekannt – vermutlich wenig vermögende Mieter, da die Räume zu dieser Zeit aus weißer Kalktünche bestanden, Ausmalungen nicht festgestellt werden konnten.
16. Jahrhundert
1540 hatte der Kaufmann Hans Kruse Haus und Grundstück Nr. 24 gekauft und 1542 auch das Nachbarhaus Nr. 28. Wenige Jahre später setzte er 1545 sein Testament auf – vermutlich aufgrund einer Erkrankung. Er gründete eine Stiftung, in der festgelegt wurde, dass in seinem Haus in der Engelsgrube oben zwölf arme Männer oder Frauen wohnen sollten. Seine Testamentsverwalter ließen das vermutlich baufällige Haus Nr. 28 um 1568 umbauen mit einem neuen Dach und gemauerten Giebeln. Das ofenbeheizte Zimmer im ersten Stock wurde erneuert, die Balken darüber im vorderen Teil für ein neues Zwischengeschoss höher gelegt. Zu diesen neuen Räumen sowie in das Obergeschoss des Seitenflügels führte eine Galerie.

Teilansicht des Krusenhofes

Das Nachbarhaus 24 verkauften die Vorsteher 1573 nach dem Tod von Kruses Witwe, vielleicht, um den Umbau bezahlen zu können. 1597 ließen sie hinter dem Haus Nr. 28 Buden errichten: Mit dieser Baumaßnahme erhielt das Vorderhaus einen neuen, breiteren Seitenflügel. Buden und Seitenflügel standen unter einem Dach. Während der Zugang zu den Buden bisher durch die Diele des Hauses 28 geführt hatte, war dieser mit dem Neubau der Buden und des Seitenflügels gegen Ende des 16. Jahrhunderts nun mit dem noch heute bestehenden Holzgang abgegrenzt worden (siehe hierzu auch das Kapitel „Der Krusenhof“).
18. Jahrhundert
Die Innenausstattung des Hauses änderte sich: Statt der weißen Kalkwänden folgte nun eine farbige Wand- und Deckenbemalung: Die Wände der Diele sowie der Seitenflügel wurden grau gestrichen, die Deckenbalken erhielten einen Rotton, die Deckenfelder einen Grauton mit einem roten Begleitstrich. Im Seitenflügel wurde zusätzlich eine Rankenmalerei ergänzt. Erst im frühen 17. Jahrhundert gelang es den Bewohnern mit einem allgemein steigenden Wohlstand, das Haus als ihr Eigentum zu kaufen: Sie gehörten als Handwerker wie Schneider und Schuhmacher nicht zu den vermögenden Bürgern der Stadt und konnten sich neue Ausgestaltungen mit Malereiarbeiten vermutlich nicht leisten. Im ausgehenden 17. Jahrhundert erhielten Wände und Einbauten der Diele einen neuen Anstrich mit roten Ranken auf ockerfarbenem Grund. Die Wohnräume des Seitenflügels und im Zwischengeschoss behielten eine einfache Dekoration der Decken mit roten Balken und rot gerahmten, grauen Deckenfeldern bis in das frühe 19. Jahrhunderts.
1733 hatte der Musiker Matthias Rieber das Haus gekauft und ließ es ausbauen: Im Erdgeschoss im Küchenbereich wurde die Herdstelle mit verglasten Wänden und Türen als abgeschlossene Küche von der Diele abgetrennt und daneben ein Treppenaufgang zur Galerie ergänzt. Die Treppe und Galerie erhielten ein Geländer mit ovalen Ausschnitten. Im Zwischengeschoss zur Straße ließ Rieber eine kleine Wohnung einrichten: Mit dünnen Fachwerkwänden abgeteilt, verfügte sie über ein schmales Zimmer zur Ostseite, ein weiteres, breiteres zur Westseite mit einem Herd auf der Galerie. 1781 bezog Matthias Rieber das Haus selbst und vermietete die Wohnung.
Der als Wohnung vermietete Keller erhielt eine neue Herdstelle. Der Keller war früher aufgrund der niedriger liegenden Straße nur halb in den Boden vertieft. 1784 befand sich im Haus ein Wohnkeller, der 1832 nicht mehr vermietet werden durfte, als man begann vorzuschreiben, wie viel Luftraum ein bewohntes Zimmer aufzuweisen hat. Die letzte Mieterin, so berichtet es Willibald Leo von Lütgendorff, war in jungen Jahren Amme und späteres Kindermädchen des Polizeisenators gewesen. Er suchte sie im Keller auf: „Nu helpt dat nich, wi moet nu ut dat Kellerloch rut!` Sie entgegnete fragend: `Aber worüm denn?` `Weil dat gesundheitsschädlich is, hier to wahnen!` Sie fragte: `Ungesund? Nu leev ik all Johrener söstig hier unnen un bün nie krank west...wenn ik oberst da rut möt...dat is mien Tod.“ Der Senator konnte bei der Behörde ein lebenslanges Wohnrecht durchsetzen.
19. Jahrhundert
Matthias` Sohn Herrmann Ernst Rieber übernahm das Haus um 1800. Der Vordergiebel, der vermutlich aufgrund einer ungenügenden Längsaussteifung das Dach nach vorn geneigt und den Giebel in einen entsprechenden Überhang gebracht hatte, wurde als Schweifgiebel neu aufgemauert. Im Inneren des Hauses wurden alle Gefache bis auf eins entfernt und die alten Steine mit magerem, elastischem Mörtel neu aufgebaut. Notwendig geworden war dieser Schritt vermutlich aufgrund den zu sparsam bemessenen Querschnitten der tragenden Balken. Die Deckenbemalung aus dem späten 16. Jahrhunderts wurde hierbei übermalt. Wohl in Rahmen dieser Bautätigkeiten hat Rieber eine zweite Wohnung mit einem kleinen und einem größeren Zimmer sowie einem Herd auf dem Vorplatz einbauen lassen. Beide Wohnungen hatten farbige Wände – das größere Zimmer der unteren Wohnung mit einem Grünton, das Zimmer oben mit einem feingliedrigen Ornamentfries. Anfang Januar 1805 bot Rieber beide Wohnungen zur Vermietung an. Der Keller wurde bis in das Jahr 1832 bewohnt.
20. Jahrhundert

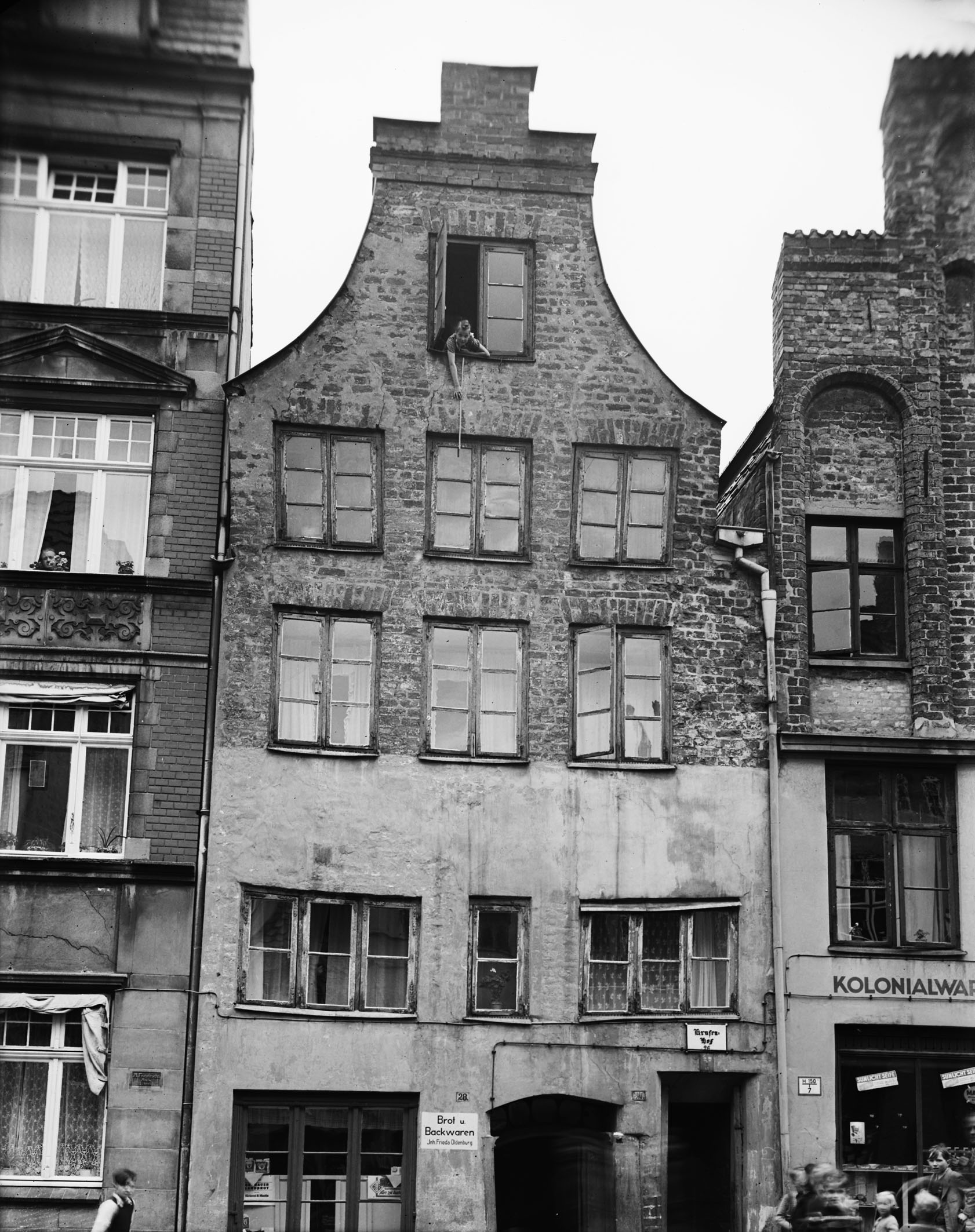

Seit den letzten Bautätigkeiten Anfang des 19. Jahrhunderts wurden über einen Zeitraum von fast eineinhalb Jahrhunderten fast keine baulichen Veränderungen vorgenommen. Das mag vermutlich auch an den mangelnden finanziellen Möglichkeiten der selbst im Haus wohnenden Eigentümer (untergeordnete Beamte, Handwerker, Arbeiter) gelegen haben. Ein Beispiel: 1949 erhielt die Näherin Frieda Oldenburg, die das Haus von ihrem Vater geerbt hatte und es zusammen mit drei weiteren Mietparteien bewohnte, eine Aufforderung vom Bauordnungsamt, den erneut überhängenden Giebel abbrechen und neu aufmauern zu lassen. Da sie die Summe hierfür nicht aufbringen konnte und auch eine mögliche Zwangshypothek wegen des geringen Wertes des Hauses keine Lösung gewesen wäre, übernahm die Hansestadt Lübeck nach einem Senatsbeschluss die Baukosten aus einem Sonderfond. Daraufhin wurden beide Giebel abgebrochen und mit den bisher verwendeten Steinen und Zementmörtel erneuert. Das Dach wurde provisorisch abgestützt. Nach dem Tod der Hausbesitzerin kaufte ein Lübecker Kaufmann 1956 das Haus. Durch einen im Haus wohnenden Maurer ließ er die beiden zur Straße gelegenen Wohnungen neu ausbauen, sodass nun statt bisher vier jetzt fünf Parteien das Haus bewohnen konnten.
Die Kellerdecke war in die Jahre gekommen: Sie wurde notdürftig mit Kalksandsteinen abgestützt – eine Genehmigung dieser Reparatur erfolgte nachträglich. Vor allem durch die Höherlegung der Engelsgrube hatte die Feuchtigkeit im Mauerwerk stark zugenommen. Gegen diese aufsteigende Nässe wurden die Wände im Keller und Erdgeschoss mit einem Teeranstrich versehen und teilweise neu verputzt. Die Engelsgrube 28 wurde in Kleinstwohnungen niedrigsten Standards bewohnt und stand ab 1979 leer.
2004 wurde eine grundlegende Sanierung geplant. Die Trave hatte 2004 das historisch wertvolle Wohngebäude von einem Privateigentümer gekauft, das in den letzten Jahrzehnten durch unzählige Umbaumaßnahmen „verschlimmbessert“ worden sei.
Im September 2006 titelte die „Lübecker Altstadtzeitung“: „Engelsgrube 28 vor dem Verfall gerettet“: Das Gebäude stehe zwar bereits seit 1979 unter Denkmalschutz, sei jedoch jahrelang nur als Renditeobjekt behandelt und baulich stark vernachlässigt worden. Baufirmen entkernten das Gebäude und entfernten alle nachträglichen, nicht erhaltenswerten Um- und Einbauten, darunter mehrere WC-Buden. Anschließend startete die weitere Planung mit dem beauftragten Architekturbüro. Ihr Konzept sah ein Einfamilienhaus mit einer Kombination aus offenen Wohnbereichen und abgeschlossenen kleineren Zimmern vor mit 157 Quadratmetern Wohnfläche sowie Abstellmöglichkeiten mit ca. 80 Quadratmetern, darunter das Kellergeschoss. Die Sanierungskosten von rund 500.000 Euro seien vollständig aus Städtebauförderungsmitteln vorfinanziert worden.
Die Engelsgrube 28 stand nach Abschluss der umfangreichen Sanierungsarbeiten zum Verkauf: Am Tag des offenen Denkmals am 12. September 2010 konnten mögliche Kauf-Interessierte die Räumlichkeiten besichtigen.

## Die Wandbemalung

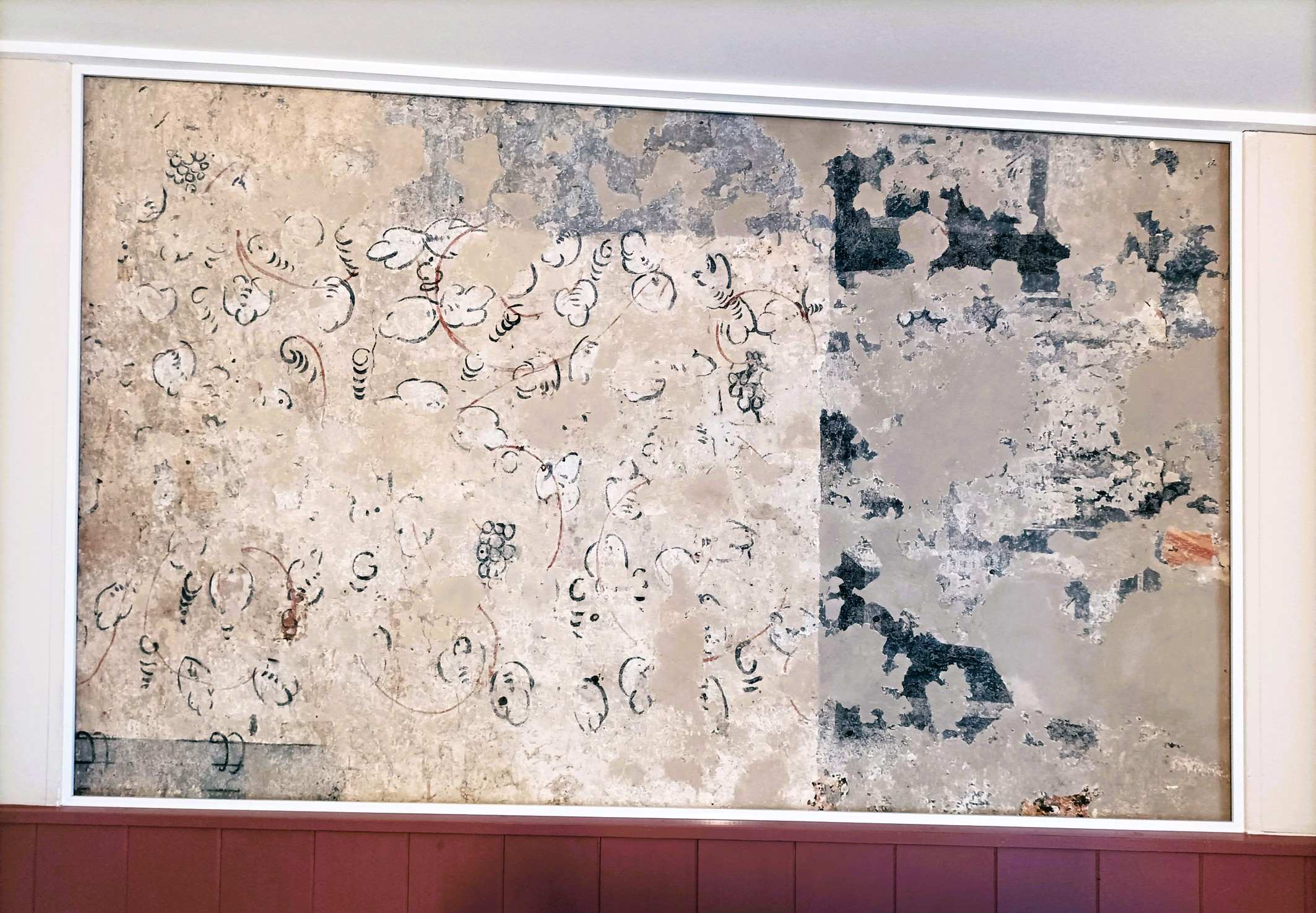
Wandgemälde im Erdgeschoss – Blick aus dem Fenster auf Weinreben

Die Engelsgrube 28 weist etliche fragmentarische Rahmungen und Farbabsetzungen auf, die hinter Spachtelaufträgen, Schichten von Kalktünchen, Tapetenresten oder Teerbeschichtungen verborgen waren. Über die Malerei an der Wand im Erdgeschoss ist in der Datenbank der Universität Kiel „Wand- und Deckenmalerei in Lübecker Häusern 1300 bis 1800“ nachzulesen, dass um 1560 bis 1600 ein Fenster mit Vorhang und dahinter ein Blick auf Weinberge mit roten Ranken, Blättern und Trauben auf beigefarbenem Grund als ein Hinweis auf Lübeck als Wein-Handel-Stadt abgebildet sei. Der Master-Restaurator Jarek Kulicki analysierte die Wandmalerei in der Engelsgrube, die er freilegte und restaurierte. Die Nordwand sei mit einer Teerschicht überzogen und mit dem neueren, zweilagigen Putzschichten versehen gewesen. Unter der Teerschicht habe er im Freilegungsbereich noch einen älteren Putzauftrag mit mehreren Kalktünchen freilegen können, der erhaltene Malereien zeigten. Für die künftigen Bewohner der Engelsgrube und den Erhalt der Wandmalerei empfahl er in Zusammenarbeit mit dem Amt für Denkmalpflege, Bereiche mit sichtbaren Fragmenten der Malerei zu belassen. Dabei sollten vorhandene Fassungen von den jüngeren Kalktünchen befreit und freigelegt werden. Die Motive sollten durch zurückhaltende Retusche vervollständigt werden, um die Sicht- bzw. Lesbarkeit zu erhöhen. Für die restlichen Bereiche der vorhandenen Wandmalerei plädierte der Experte für eine Untersuchung, Dokumentation, Sicherung und Verkleidung der Malerei. Kulicki weiter: „In Hinblick auf die künftige Nutzung des Hauses wurden unterschiedliche Anforderungen an die Restaurierung von verschiedenen Bereichen der Wandmalerei gestellt. In Zusammenarbeit mit dem Amt für Denkmalpflege wurden Bereiche ausgesucht, die später als sichtbare Fragmente der Malerei belassen werden. Hier sollten die vorhandenen Fassungen von den jüngeren Kalktünchen befreit und freigelegt werden und die Malerei durch zurückhaltende Retusche vervollständigt, um die Lesbarkeit zu erhöhen. Es war jedoch nicht vorgesehen, die Malereien zu ergänzen.“

## Die Hauseigentümer und -bewohner sowie Anmerkungen zum Haus seit 1299
Eigentümer
1300
- 1299 	Sibernus de Bardewic
- 1305 	Johannes Rufus
- 1306	Hermannus de Colonia
- 1309	Johannes Springintgod
- 1313	Fredericus de Bremen
- 1330	Elisabeth, Witwe des Henric Michaelis und deren Kinder
- 1350	Engel, Johannes, Hermann, Henric und Alheidis, Kinder des Ratsherrn Hermann Warendorp und dessen Witwe Elisabeth, Witwe des Henr. Michaelis
- 1354	Johannes und Hermann, Söhne des Ratsherrn Hermann Warendorp und dessen Witwe Elisabeth, Witwe des Henr. Michaelis
- 1359	Hinnekin, Sohn (aus 1. Ehe) der Witwe Elisabeth des Ratsherrn Hermann Warendorp
- 1359	Hinrich Warendorp zur Hälfte

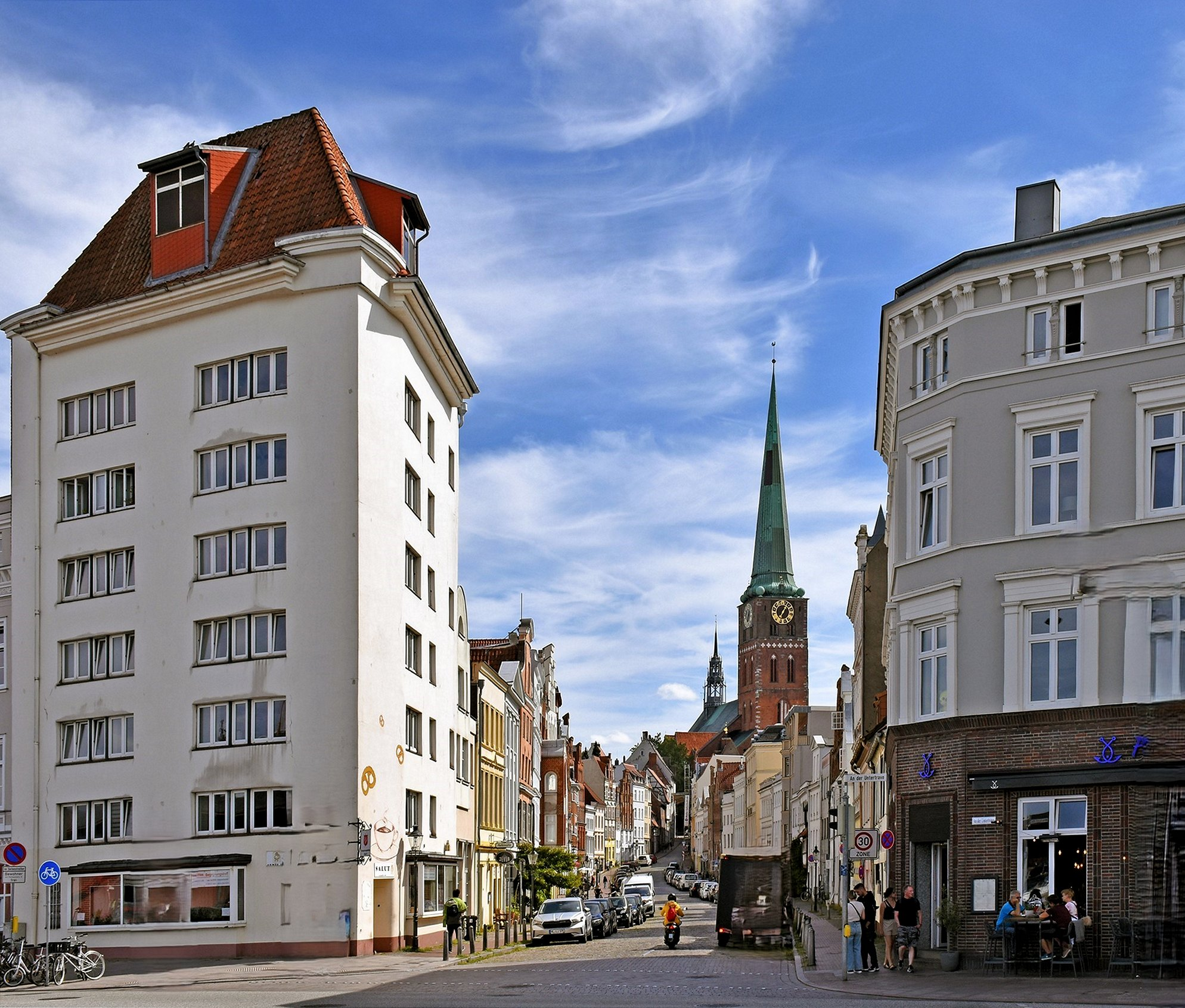
Blick von der Trave in die Engelsgrube mit den ehemaligen Hotels und zahlreichen Gängen

- Blick von der Trave in die Engelsgrube mit den ehemaligen Hotels und zahlreichen Gängen 1371	Hinrich Warendorp beide Anteile

1400
- 1411	Cunegunde und Hermann Warendorp, Witwe und Sohn des Hinrich Warendorp
- 1413	Heyno Ostendorp
- 1421	Rotgerus Badegove
- 1440	Johannes de Wickede
- 1441	Hartwich Beverbeke
- 1441	Adolf van der Misten
- 1444	Adelheyd, Hildebrand und Anna Witwe und Kinder des Adolph van der Misten
- 1451	Nicolaus Munter
- 1451	Clawes Volkvelt als Brautschatz seiner Ehefrau Anneke, Tochter des Nikolaus Munter
- 1477	Ertman Peters
- 1482	Dessen Witwe Dorothea
- 1482	Jacob Taschenmaker als Brautschatz
- 1483	Hinrick Maler
- 1487	Hermen Wyse
- 1491	Wilken Reymers

1500
- 1520	Tomas Ertman
- 1540	Hans van der Aa de Elder
- 1541	Jochym Kroger
- 1540	Hans Kruse

1600

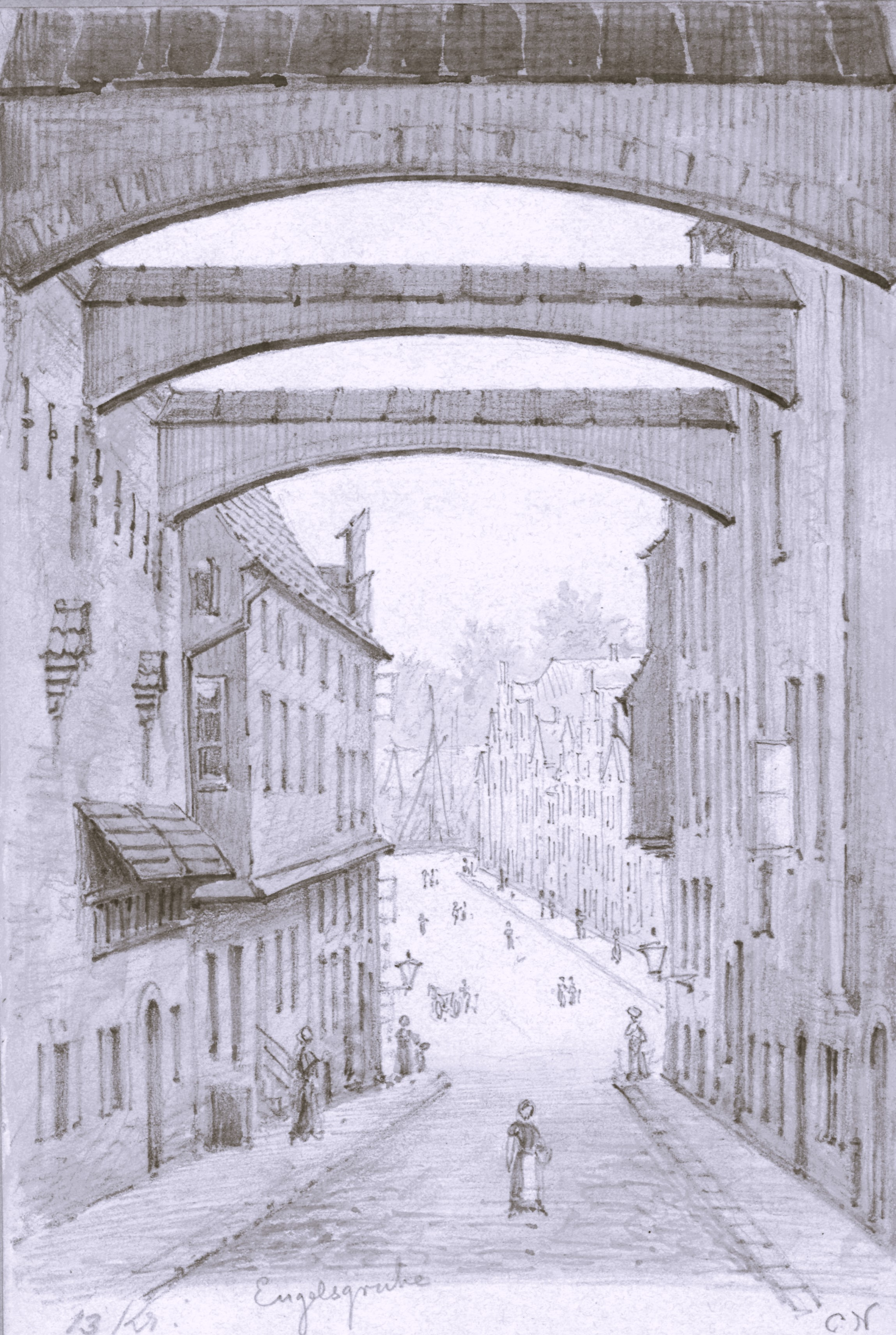
Blick vom Koberg in die Engelsgrube mit den Schwibbögen (Christian Vilhelm Nielsen)

- 1637	Jochim Köhler kauft von Hans Krusen Testamentarien
- 1651	Jochim Lauwe
- 1681	Gerhard von Osden durch Prozess
- 1688	durch Subhastation (Zwangsversteigerung)
- 1698	Johann Rocksien, Schuster

1700
- 1732	Jochim Vogt, Schuster
- 1746	Hermann Christian Veh, Schneider
- 1771	Johann Christoph Ackermann, Schneider
- 1773	Matthias Rieber, Musikant

1800
- 1805	Hermann Ernst Rieber, Musiker
- 1839	Louise Cathar Marg Friedrichsen geb. Grevsmühl
- 1842	Johann Gottlieb Lengnick ux noie Anna Elsabe geb. Schelve
- 1868	Catharina Maria Caroline Lengnick
- 1884	Porsow, Carl Joh. Jürg. Copiist bei der Eutin-Lübeckischen Eisenbahn

1900

Von der Engelsgrube gehen zahlreiche Gänge ab in kleine Innenhöfe und Durchgänge in Parallelstraßen mit Häusern und sogenannten Buden.

- 1905	Richard Trevisan Ehefrau, Antonia Franziska geb. Grimm
- 1906	(Passow Erben E)
- 1922	Fräulein Caroline Maria Dorothea Oldenburg
- 1936	Frieda Oldenburg, Näherin
- 1956	Nachlasspfleger von Frieda Oldenburg
- 1956	neuer Besitzer, Kaufmann
- neuer Besitzer

2000
- 2004	Grundstücksgesellschaft Trave mbH
- 2011	Ehepaar 1
- 2015	Ehepaar 2
- 2019	Ehepaar 3

 Bewohner
1600
- 1638	Olrich Mehrman Snider Do
- Jochim Haneman arbm crl
- 1655	Jochim Lauw, Snider
- Hinrich Rinder
- Radeß wost
- 1663	Jochim Lauw, Snider
- Hans Jurgensen Arbm I
- Hinrich Rinderß wedewe
- 1667	Jochim Lauw, Snider
- Hinrich Rinderß wedewe
- Jochim Lauwe, Schneider
- 1675	Jochim Lauwe, Schneider
- 1687	Jürgen Prieß

1700
- 1701	Johan Rocksien, Schuster
- arm Leute
- 1706	Johann Rocksien, Schuster
- 1733	Itzo Jochim Vogt, Schuster
- Cornelis Petersen; boßman
- Claus Baurt; boßm
- 1746	Itzo Veh

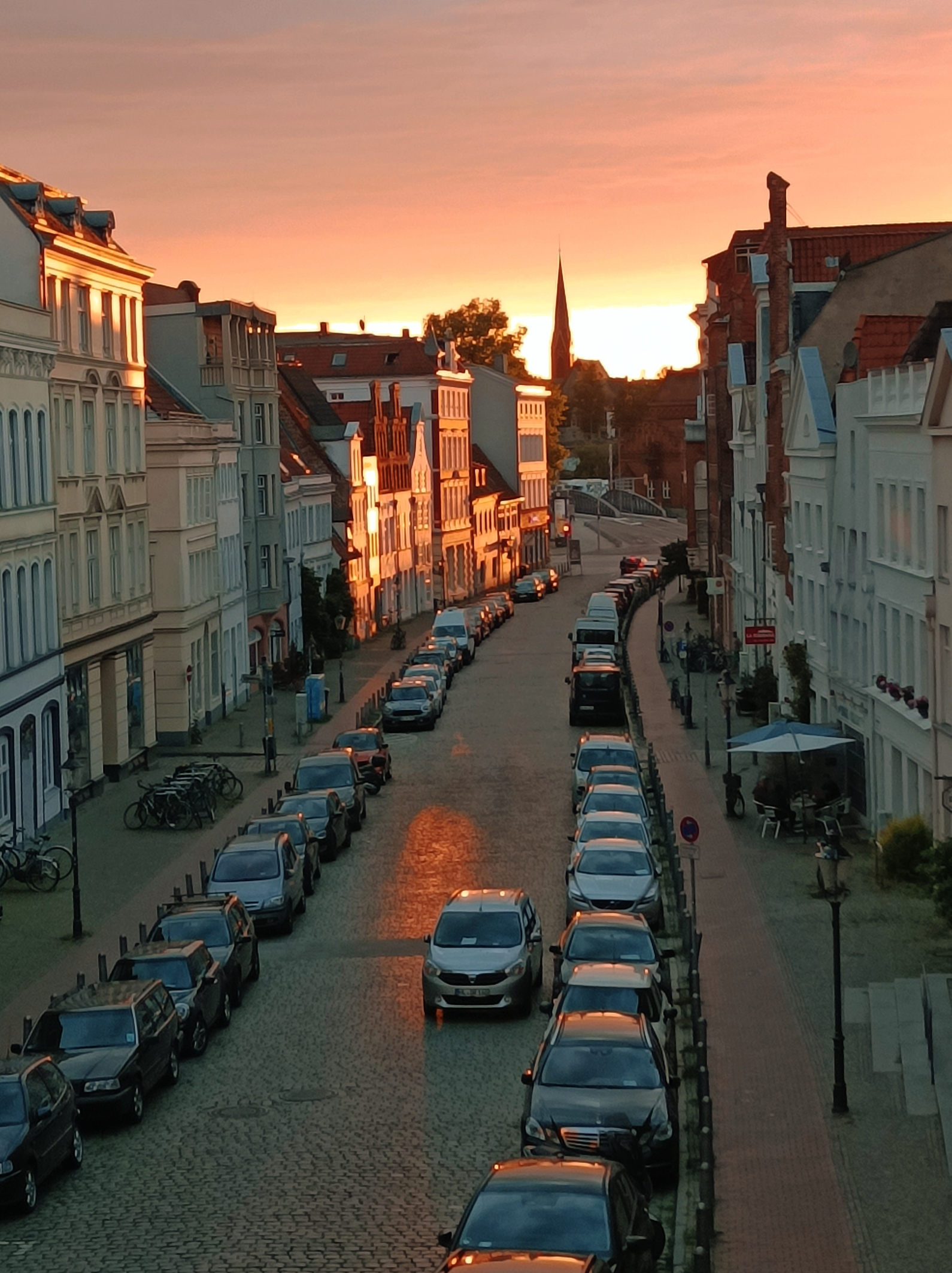
Engelsgrube hinunter in Richtung Trave

- Eine alte Witwe Schwartzen (ab 1751)
- 1753	Herrm: Christian Veh, Schneider
- wird nicht mehr verhuret (vermutlich: wird nicht mehr vermietet)
- 1762	Johann Christoph Ackermann, Schneider
- 1767	Witwe Schwarten ist an Dunkelmann verehelicht
- [Gottfried D. ein Arbeitsm]
- Joh: Nicol: Randau ein Arb: (1768–1769)
- 1772	Johann Christoph Ackermann, Schneider
- 1774	Herrmann Friedrich Rode Paruckmacher noch kein Bürger zahlt Anno 1774
- 1776	Johann Marcus Mohrmann, ein Schneider, Bürger, Anno 1777
- 1781	Matth. Ribert, ein Musikant

1800
- 1807	Rieber, Hermann Ernst, Musikus unter den Brüder Rieber, Witwe, sel. Matth.
- 1815	Rieber, Hermann Ernst, Musikus unter den Brüder, Ramm, Peter (seit 1821), Dührkopp W. Keller (seit 1826)
- 1828	Rieber, Hermann Ernst, Musikus
- 1830	Rieber, Hermann Ernst, Musikus, Niemann, Wwe, sel. Franz Jacob, Moldenhauer, Wwe, sel. Carl Leop.
- 1832	Rieber, Hermann Ernst, Musikus, Niemann, W., sel. Franz Jacob, Brandes, Jfr., 1836 Radecker, Jürgen Berend, Schiffer, Rabe, seit 1834 Moldenhauer, Wwe, seit 1836 Rave, Hinr. Nicol. Kell.
- 1836	Rieber, Radecker, W. Moldenhauer, W. Niemann, Rave, Kell.
- 1838	Rieber, Hermann Ernst, Musikus, Friedrichsen, Frau, Niemann, Wwe, sel. Franz Jacob
- 1840	Frädrichsen, Friedr. Christian, Nevermann, Wwe, sel. Joachim Heinr. Christian
- 1842	Dührkoop, Jensen, Peter Friedrich Christian, Röltzenberg, W.
- 1844	Lengnick, Joh. Gottl., Spiegelmacher
- 1854	Lengnick, Joh. Gottl., Spiegelmacher, Steer, Heinr. Job. Friedr. Copiist, Thomas, W., sel.Joh. Heinr.
- 1856	Lengnick, Joh. Gottl., Spiegelmacher, Thomas, W., sel.Joh. Heinr., Rotenstein, Gotth. Heinr. Diedr.
- 1858 Lengnick, W.. sel. Johann Gottl.
- 1858	Lengnick, Joh. Gottl., Thomas, W., sel. Joh. Heinr., Rotenstein, Gotth. Heinr. Diedr.
- 1864 	Lengnick, Joh. Gottl., Thomas, W., sel. Joh. Heinr., Schöning, Johs.Heinr. Jürg.
- 1866	Lengnick, Joh. Gottl., Thomas, W., sel. Joh. Heinr., Kühne, Carl. Wilh. Ferdin. Schumacher
- 1868	Zeuner, Matth. Christ., Lohndiener; Thomas, W. sel. Heinr.
- 1870	Thomas, W. sel. Joh. Heinr.; Porsow, Carl. Joh. Jürg. Copiist; Hartwigs, Carl Christ. Heinr.; Hemsted, Carl Joh. Diedr. Maler; Rehm, Joch. Heinr. Julius, Lohndiener
- 1872	Becker, Friedr. Matth. Conrad, Schumacher; Porsow, Carl. Joh. Jürg. Copiist; Woest, W.; Rehm, Joch. Heinr. Julius, Lohndiener
- 1877	Becker, Friedr. Matth. Conrad, Schumacher; Porsow, Carl. Joh. Jürg. Copiist; Woest, W.; Rehm, Joch. Heinr. Julius, Lohndiener;
- 1878	Langhans, Joh. Joach. Heinr.; Porsow, Carl. Joh. Jürg. Copiist; Woest, W.; Rehm, Joch. Heinr. Julius, Lohndiener
- 1881	Langhans, Joh. Joach. Heinr.; Porsow, Carl. Joh. Jürg. Copiist; Woest, W.; Rehm, Joch. Heinr. Julius, Lohndiener
- 1882	Langhans, Joh. Joach. Heinr.; Porsow, Carl. Joh. Jürg. Copiist bei der Eut.=Lübeckischen Eisenbahn; Woest, W.; Rehm, Joch. Heinr. Julius, Lohndiener
- 1884	Langhans, Joh. Joach. Heinr.; Porsow, Carl. Joh. Jürg., E; Lillberg, Carl Alexand., Schiffskoch; Rehm, Joch., Heinr. Julius, Lohndiener bis 1884
- 1886	Langhans, Joh. Joach. Heinr.; Porsow, Carl. Joh. Jürg., E; Reppin, Ernst Carl Friedr.; Mahnke, Wwe seit 1892
- 1890	Heinr. Ferd. Locknitz
- 1893	Porsow, Carl. Joh. Jürg., E; Oldenburg, Joh. Georg Heinr.; Neethen, Ernst, Straßenreiniger; Brusch, seit 1895; Oldenburg, Joh. Georg Heinr.; Großmann, Robert. Joh. Karl, Heizer

1900
- 1906	Reuter, Joh., Arbeiter; Oldenburg, Joh. Georg Heinr.; Großmann, Robert. Joh. Karl, Heizer
- 1909	Joh. Reuter, Kutscher; Oldenburg, Heinr., Arbt.; Prahl, Christ., Arbt.
- 1911	Hermann Brede; Christ. Prahl, Kutscher; Oldenburg, Heinr., Arbt.; Berg, Wwe. Pensionat
- 1912	Oldenburg, Heinr., Arbt. pt – II; Schwarz, Heinr., Arbt. II
- 1913 	Oldenburg, Heinr., Arbt. pt; Steinke, Anton, Arbt. I; Dechow, Georg, Arbt. II
- 1914	Oldenburg, Heinr., Arbt. pt; Schwieger, Frl., Putzm. I seit 1915 Kröger; Otto, Arbt. I; Schacht, Friedr. Ziegler, II
- 1916	Otto Kröger, Arbeiter
- 1918	Otto Kröger, Arbeiter
- 1919–23	Otto Kröger, Arbeiter; Friedr. Schacht, Ziegler
- 1925	Friedr. Schacht, Ziegler
- 1926	Oldenburg, Heinr. Arbt. pt., seit 1929 E, 1835 Rentner, seit 1936 Oldenburg Frieda Näh. E pt.; Kröger, Kath. Wwe I; Schacht, Friedr. Ziegler, II seit 1928 Lehmann, Klara; Arb seit 1942 Buik, Paul, Arb.
- 1927	Katharina Kröger, Wwe; Friedr. Schacht, Arbeiter
- 1928	Katharina Kröger, Wwe; Friedr. Meyer, Arbeiter; Heinr. Oldenburg, Arbt.; Friedr. Schacht, Arbeit.
- 1929	Katharina Kröger, Wwe; Gerhard Peckruhn., Arbeiter
- 1930	Katharina Kröger, Wwe; Friedr. Meyer, Arbeiter; Friedr. Schacht, Arbeiter
- 1931	Katharina Kröger, Wwe; Friedr. Schacht, Arbeiter
- 1932	Käthe Kröger, Frau; Friedr. Schacht, Arbeiter
- 1934	Katharina Kröger, Heinr. Oldenburg, Arbeiter; Friedr. Schacht, Arbeiter
- 1935	Heinr. Oldenburg, Rentner; Fried. Schacht, Arbeiter
- 1936	Katharina Kröger, Frieda, Näherin; Friedr. Schacht, Arbeiter
- 1937	Klara Brockmüller, Masch.-Arbeiterin; Katharina Kröger, Frau
- 1938	Katharina Kröger, Frau; Klara Lehmann, Frau; Frieda Oldenburg, Näherin
- 1939	Paul Buik, Arb.; Katharina Kröger, Frau
- 1942	Paul Buik, Arb.; Katharina Kröger, Frau; Frieda Oldenburg, Näherin
- 1951	Oldenburg, Frieda GeschinH Brot und Backw. E; seit 1953 Oldenburg, Frieda Rentn. E p; Kröger, Paula Wäscheschnei1; Daus, Elisabeth Schneid 1; Buik, Paul, Arb 2
- 1955	Paul Bulk, Hafenarb.; Anni Daus, Schneiderin; Karl Harder, Ing. Rundfunkzentrale, Radiohdl u – Rep.; Paula Kröger, Wäscheschneiderin; Frieda Oldenburg, Rentn.
- 1957	Diestelow, Hans Mar p; Daus, Elisabeth Frau Schneid 1; Kröger, Paula Wäscheschneid 1; Kretschmer, Kurt Maur 2; Thieme, Irma Näherin 2; (Jürgen Winter Dorotheenstr. 18 E)
- 1965	Godomski, Johannes, Betonarb.; Krien, Hanna Krankenschwester; Peckruhn, Gerhard, Arb.; Steffen, Birgit Augenoptikerin
- 1967	Hanna Krien, Krankenschwester; Uwe School, Maler; Ilse Warnemünde, Näherin

Anmerkungen zum Haus
- 1350 – 1451 zusammen mit Engelsgrube 24
- 1354	duas domus ipse dominus Herrmannus adhuc vivens de novo reedificari decit (zwei Häuser, die der Ratsherr Herrmann [Warendorp] zu seinen Lebzeiten hatte neu erbauen lassen bzw. Herr Herrmann selbst erzählt noch zu Lebzeiten, dass die beiden Häuser neu aufgebaut wurden – dieser wohnte seit 1346 Mengstr. 9)
- 1451	Beide Häuser wieder getrennt. Und dat cleynste hus dalwardes legen in der Engelschengroven
- 1637	Ein Haus neben Klevers Gang.
- 1755 	Do taxiert 2000 ml Do [domus = Haus]
- 1731 	Sahl
- 1740 	Gang
- 1740 	auff d Sahl bey Rocksien vide oben Ein Keller
- 1746 	weg. Ein Sahl in Vogt sein Haus
- 1761	Keller wüst. Erbe
- 1761	Sahl in ehem. Vgts Haus wüst
- 1762	hiebey im Hause Georg Friedr. Krüger [Musicant]
- 1767	Keller
- 1762 weg
- 1774	Hiebey im Hause Joh. Friedr. Doose. Georg Friedh. Krüger
- 1781	hiebey Wilh. Schütt frau
- 1785	Joh. Wilh: Tamm. Joh. Nicol: Bohnhof
- 1801	7.11.. Oben in der Engelsgrube 469 gassenwärts ein Zimmer, Kammer, Feuerstelle und Bodenraum mit und ohne Mobilien, gleich oder auf Weihnachten [zu vermieten]
- 1805	5.1. Im Hause Nr.494 oben der Engelsgrube zwey Zimmer, 2 Kammern, 2 Feuerstellen und Vorplatz einzeln oder zusammen, gleich oder auf Ostern. Noch ein Keller, der mit Waaren belegt werden kann [zu vermieten]
- 1806	15.1. Oben in der Engelsgrube 469 gassenwärts ein Zimmer, Kammer, Feuerstelle, Vorplatz und Bodenraum an zwey einzelne Leute auf Ostern. Zugleich ein Zimmer an eine Person mit oder ohne Mobilien [zu vermieten].
- 1834	Oben in der Engelsgrube Nr. 545, an der Sonnenseite gassenwärts: zwey in einander gehende Zimmer, Feuerstelle und verschlossener Holzboden, an eine oder zwey Personen, zu Weihnacht oder Ostern [zu vermieten].
- 1841	12.5. Das sehr gut eingerichtete und gut unterhaltene Wohnhaus Nr. 545 an der Sonnenseite in der obern Engelsgrube, worin 4 heizbare Stuben, Kammern, gute helle Küche und noch eine Feuerstelle, Bodenraum, Keller und Speisekeller, ein kleiner Hof und sonstige bequemlichkeiten ist unter annehmlichen Bedingungen zu verkaufen. Näheres im Hause Nr. 523 in der obern Engelsgrube.
- 1950	Instandsetzung [Neubau] des Vorder- und Rückgiebels und Sicherung des Dachverbandes
- 1956	Besichtigung durch Bauordnung: Schlafzimmerfenster undicht, Küchenfußboden morsch, Balkenlage versackt
- 1958	nachträgl. Genehmigung für Putzausbesserung Vordergiebel bis unter II Etage
- 1959	nachträgl. Baugenehmigung für Ausbau des II. OG mit einer zusätzlichen Wohnung und Umsetzen der Treppe sowie Ausbau des Kellers [Ausführung Maurermeister? Kretschmer im Haus, welcher Arbeiten ausgeführt und nachtr. Angezeigt hat]
- 1959	Bericht Bezirksfürsorgerin: Schornstein qualmt, es besteht Gefahr einer Rauchvergiftung
- 1959	Auflagen Feuerwehr: u. a. Herstellung einer feuerhemmenden Decke im II. OG
- 1972	Einbau von Gas-Außenwandöfen

(Stand: 12. Juni 2007)